# (12384) Luigimartella
(12384) Luigimartella est un astéroïde de la ceinture principale.

## Description
(12384) Luigimartella est un astéroïde de la ceinture principale. Il fut découvert le 10 octobre 1994 à Colleverde par Vincenzo Silvano Casulli. Il présente une orbite caractérisée par un demi-grand axe de 2,99 UA, une excentricité de 0,10 et une inclinaison de 9,9° par rapport à l'écliptique.

## Compléments